# Clio cuspidata
Clio cuspidata é uma espécie de molusco pertencente à família Cliidae.
A autoridade científica da espécie é Bosc, tendo sido descrita no ano de 1802.
Trata-se de uma espécie presente no território português, incluindo a zona económica exclusiva.